# Czterdziestu pięciu
Czterdziestu pięciu (fr. Les Quarante-cinq) – powieść Aleksandra Dumasa (ojca) z 1848, będąca kontynuacją Pani de Monsoreau. Akcja powieści rozgrywa się za panowania króla Henryka III (1574–1589).

## Historia powstania powieści
Powieść stanowi trzecią część trylogii z czasów Walezjuszów. Na początku października 1846 roku pisarz wyruszył w podróż na koszt rządu do podbitej właśnie przez Francję Algierii. Zamysłem ministra oświaty Narcisse'a Achille'a de Sabandy'ego było zachęcenie Francuzów do kolonizacji zdobytych ziem za pomocą relacja Dumasa z podróży do tego kraju. Po trzech miesiącach, w pierwszych dniach stycznia 1847 roku pisarz powrócił do Francji. Jego nieobecność spowodowała zakłócenia w terminowym dostarczaniu odcinków powieści zamówionych przez niektóre gazety. La Presse i Le Constitutionel wystąpiły przeciw pisarzowi na drogę sądową.  19 lutego sąd skazał pisarza na  dostarczenie w ciągu ośmiu miesięcy i pół miesiąca pierwszej z gazet ośmiu tomów, a w terminie półrocznym drugiej, sześciu. Dumas postanawia dotrzymać zobowiązania pisząc impresje z podróży Z Paryża do Kadyksu dla La Presse, a dla Le Constitutionel powieść Czterdziestu pięciu. Napisał ją w latach 1847-1848 i wydał w 1848 roku w Paryżu u A. Cadota
W 1863 roku syn pisarza negocjował przerobienie powieści na scenę przez ojca. Ostatecznie jednak nic z tych planów nie wyszło.

## Treść

### Królewski poseł

#### Egzekucja
Akcja powieści rozpoczyna się 26 października 1585 roku. Robert Briquet obserwuje wydarzenia przy bramie świętego Antoniego, która, podobnie jak i inne bramy Paryża, jest tego dnia zamknięta, aby nie dopuścić do zbrojnej interwencji Gwizjuszy, która mogłaby przeszkodzić w egzekucji Salcède'a. Strażnicy wpuszczają tylko osoby posiadające specjalne karty. W sumie wchodzi ich tego dnia, przez wszystkie bramy miasta, czterdzieści pięć. Jednego z nich, Ernautona de Carmainges, młody paź prosi o pomoc w przedostaniu się do miasta jako jego służącego. Briquet podąża za tą parą. Na placu de Grève paź, dzięki pomocy Ernautona, daje Salcède'owi tajemne znaki, które napełniają skazańca nadzieją na ocalenie i skłaniają do odwołania wyznania o spisku Gwizjuszy. Pomoc jednak nie nadchodzi Salcède zostaje rozerwany końmi, a paź, który okazuje się kobietą, znika.

#### Czterdziestu pięciu

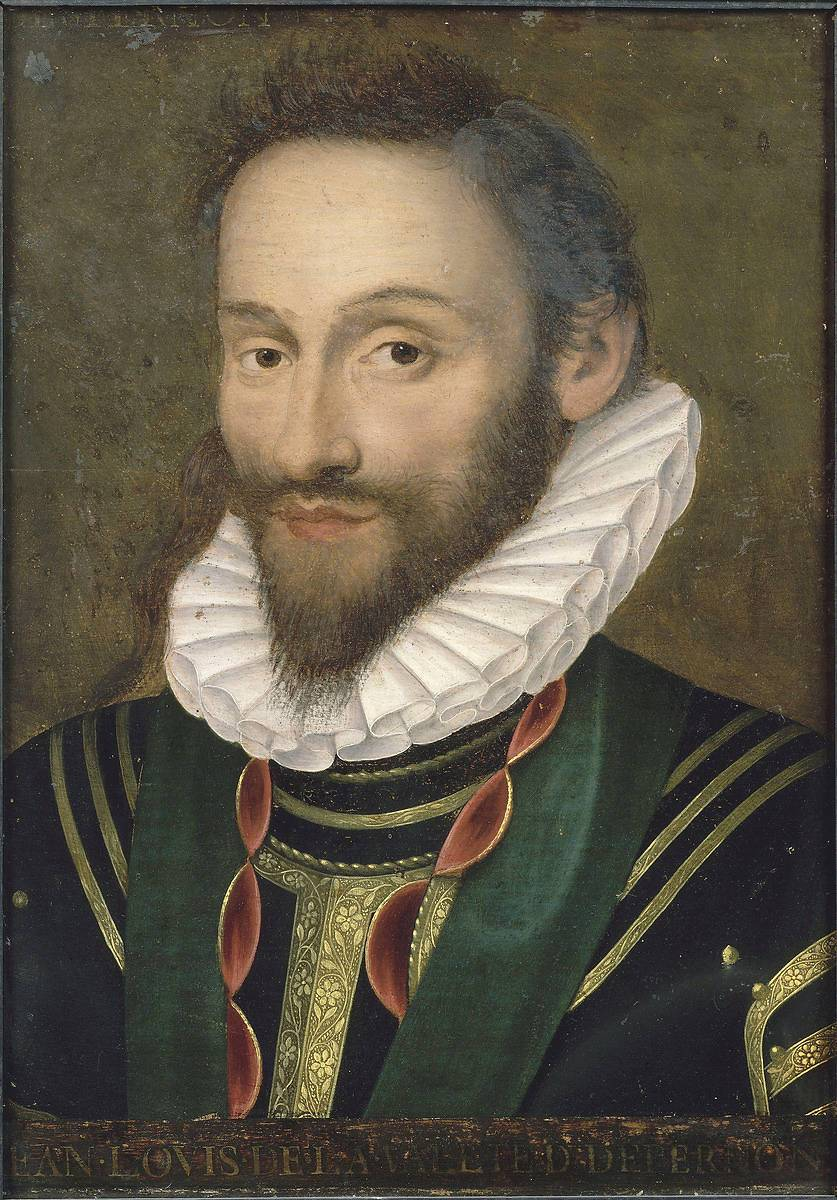
Jean Louis de Nogaret de La Valette, książę d'Epernon, twórca formacji czterdziestu pięciu.

Czterdziestu pięciu Gaskończyków przybywa do gospody Pod szpadą dumnego rycerza. Wkrótce zjawia się tam pan Loignac, wyznaczony na ich dowódcę i oznajmia im, że jeszcze tego wieczora przepłyną do Luwru, aby utworzyć osobistą straż króla. Briquet zawiera znajomość ze skupującym,  mimo zakazu, zbroje, Mikołajem Poulain i dostaje się do pałacu Gwizjuszy. Udaje mu się podejrzeć zebranie paryskich przywódców Ligi. Zebrani domagają się przybycia księcia Gwizjusza i wystąpienia przeciw królowi. Przedstawiciel księcia tłumaczy, że na razie trzeba powstrzymać księcia andegaweńskiego, który na czele protestantów flandryjskich chce wystąpić przeciw Gwizjuszom oraz odciąć króla Nawarry od pomocy hiszpańskiej. Wyjawia również, że księżna Montpensier, siostra Henryka Gwizjusza, przedostała się do miasta i powstrzymała Salcède'a przez wyznaniami.
Król po śmierci swych ulubionych mignonów oraz błazna Chicota mocno podupadł. Jego ulubieńcami i pomocnikami są w tej chwili książęta Joyeusue i d'Epernon. Eneasz Joyeuse wysłuchuje opowieści swego brata Henryka, który zakochał się w pięknej nieznajomej, ukrywającej się w jednej z paryskich kamienic ze sługą o pokiereszowanej twarzy. D'Epernon informuje króla o utworzeniu dla jego ochrony specjalnej gwardii czterdziestu pięciu. W nocy u króla zjawia się Briquet, w którym król rozpoznaje Chicota. Błazen obawiając się zemsty księcia de Mayenne, brata Henryka Gwizjusza upozorował własną śmierć. Teraz jednak postanowił zjawić się i przestrzec króla o niebezpieczeństwie grożącym mu ze strony przygotowujących się do przewrotu Gwizjuszy. Za jego namową król wysyła do Flandrii na czele kilku okrętów księcia Joyeuse, żeby odciągnąć uwagę Gwizjuszy od Paryża. Z misją do króla Nawarry podejmuje się pojechać sam Chicot.

#### Podróż Chicota
W celu zdobycia pieniędzy na drogę udaje się do swego przyjaciela Gorenflota opata klasztoru jakobinów. Na miejscu odkrywa, że mnisi ćwiczą musztrę pod komendą brata Boromeusza o wojskowym wyglądzie, który próbuje następnie przejąć list królewski po który Chicot posyła jednego z mnichów. Pod murami klasztoru błazen odkrywa, że klasztor odwiedza księżna de Montpensier i spotyka Poulaina mierzącego drogę wyraźnie w interesie księżnej. Zagroziwszy mu zemstą księżnej zmusza go do udania się do księcia d'Epernon. Król orientuje się, że posłaniec z klasztoru został podstawiony i list wysyła przez panów Carmaingesa i Saint-Maline'a za Chicotem idącym do Charenton. Po oddaniu listu Carmainges zostaje oddelegowany do śledzenia poczynań księcia de Mayenne, który złożył królowi wizytę w Luwrze.
Chicot przekłada list na łacinę, uczy się go na pamięć i niszczy dokument, aby nie wpadł w  niepowołane ręce. Na pierwszym noclegu do jego pokoju próbują się dostać napastnicy, ale wezwanie pomocy oberżysty przepędza ich. Nauczeni doświadczeniem następnej nocy usuwają wszystkich obecnych z zajazdu. Chicot jest zmuszony uciekać przez okno, gdzie pokonuje dwóch strażników. Trzeci raz zostaje zaatakowany na pustkowiu. Udaje mu się podstępem zabić dwóch napastników. Otoczony przez przeważającego liczebnie wroga, otrzymuje pomoc od Carmaingesa, który przywędrował w to miejsce za księciem de Mayenne. Gdy Chicot odkrywa, że jednym z napastników jest Mayenne, chce go zabić. Sprzeciwia się jednak temu Carmainges. Ranny Mayenne prosi Carmaingesa o przekazanie listu do księżnej Montpensier. Chicot wynajmuje konie pocztowe, by jak najprędzej dotrzeć do Nawarry.

#### Zamach na króla
Poulain przynosi księciu d'Epernon wiadomość o planowanym porwaniu króla przy klasztorze jakobinów. Carmainges wraca i relacjonuje księciu swoje przygody, nie zgadza się jednak oddać mu listu. Wzburzonego niesubordynacją żołnierza d'Epernona powstrzymuje król. Nakazuje oddać list adresatce i poinformować go gdzie ona przebywa. Król zgodnie z planem wyrusza do Vincennes. D'Epernon rozdziela czterdziestu pięciu na trzy oddziały. Jeden pozostawia do ochrony króla dwa pozostałe ustawia na drodze. Carmainges trafia do księżnej znajdującej się w domku Bel-Estebat w pobliżu klasztoru. Przekazuje jej list, wyznaje miłość, nie zgadza się jednak przejść na służbę do jej brata. Po jego odejściu księżna daremnie czeka na swoich pięćdziesięciu podkomendnych. Zostają wyłapani przez dwa oddziały straży królewskiej. O oznaczonej porze z klasztoru wychodzi stu uzbrojonych zakonników. Widząc, że nie ma wsparcia, a król jedzie eskortowany przez czterdziestu pięciu gwardzistów, brat Boromeusz nakazuje wznieść okrzyk na cześć króla i wycofać się.

#### Chicot wNérac
Przybywszy do króla Nawarry Chicot recytuje mu łacińską wersję listu, który miał na celu poróżnić go z małżonką. Henryk podejmuje jego grę, udaje, że nie zna łaciny i odsyła posła do swej żony, Małgorzaty. Królowa jest poruszona listem brata i jego zamiarem skłócenia go z mężem i próbuje ukryć jego prawdziwy sens. Król zna go jednak i skłania Małgorzatę do dyskretnego zajęcia się jego ciężarną kochanką, aby uniknąć politycznego skandalu. Chciot spędza czas z dobrodusznym królem. Dowiaduje się, że Henryk marzy o odebraniu królowi Francji należnego mu jako wiano Cahors, układa się z Hiszpanami, rozsyła szpiegów, a nocami ślęczy nad mapami ze swym głównym zausznikiem panem de Mornay. Zorientowawszy się w sytuacji Nawarry Chicot próbuje potajemnie opuścić Nérac. Okazuje się jednak, że król to przewidział. Nie pozostaje mu więc nic innego jak pozwolić się gościć Bearneńczykowi i wybrać się z nim na polowanie. Początkowo jest zdziwiony, że król i jego towarzysze są ubrani w zbroje i tak nieliczni, wraz z postępem marszu dołączają do króla kilkusetosobowe oddziały. Trzeciego dnia kilkutysięczna armia dociera do Cahors. Król nagłym atakiem wdziera się do miasta, a potem przez następne kilka dni zdobywa je ulica po ulicy. Namawia potem Chicota, by pozostał u niego na służbie, poseł jednak dziękuje i powraca do Paryża.

### Tragedia rodu Walezjuszów

#### Miłosne perypetie

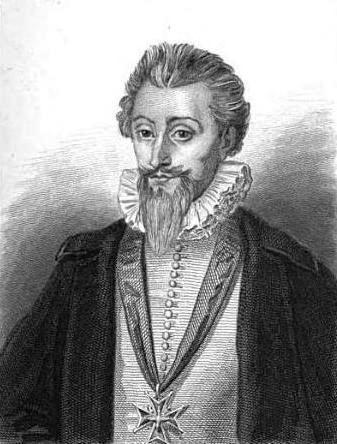
Henryk de Bouchage

Przed Henrykiem Joyeuse, hrabią de Bouchage pewnego wieczoru na początku 1586 roku otwierają się drzwi domu w której mieszka tajemnicza dama, przedmiot jego miłosnych westchnień. Jej służący wyjawia mu, że utraciła ona przed siedmiu laty ukochanego, po którym nigdy już nie zakończy żałoby. Henryk przekonawszy się o daremności swoich zabiegów wyrusza do Flandrii, by połączyć się z walczącym bratem i zginąć. W tym samym czasie w pobliskiej gospodzie Pod szpadą dumnego rycerza Carmaingesa przyjmuje zamaskowana dama, w której rozpoznaje on swą ukochaną. W gospodzie zjawiają się jego towarzysze i pijani wdzierają się do ich pokoju. Carmainges wyprowadza księżnę bezpiecznie z gospody i umawia się na następną schadzkę. W kilka dni później tajemnicza dama, Diana de Monsoreau, otrzymuje wiadomość o śmierci ojca. Porzuca dotychczasowe domostwo i wraz z wiernym sługą Remigiuszem Haoudouinem wyrusza w stronę Flandrii, by dokonać zemsty na zabójcy swego ukochanego, Bussy’ego d’Amboise.

#### Klęska Andegaweńczyka
Książę andegaweński nierozważnie próbuje szturmować Antwerpię. Przybyły z kilkoma okrętami książę Joyeuse odradza mu to. Dochodzi do bitwy. Antwerpijczycy atakują z miasta oddziały francuskie, a przeciw okrętom francuskim wysyłają barki wypełnione materiałem zapalającym. Joyeuse traci flotę, ale dzięki przytomności umysłu ocala swoich żołnierzy, na czele których atakuje przeciwnika. Wróg rozbija siły francuskie. Książę andegaweński rzuca się do ucieczki, a z nim resztki jego armii. Joyeuse wycofuje się ze swoimi marynarzami. Antwerpijczycy podnoszą zastawy na tamach. Woda pochłonie większą część uciekającej armii.
Tymczasem Henryk de Bouchage natyka się po drodze do Flandrii na Dianę i jej służącego i ratuje ich przed falą powodziową. Kiedy docierają do oddziałów francuskich chroni damę przed natarczywością żołnierzy. Żołnierze widzieli trupa konia książęcego, z czego wnioskują, że Franciszek nie żyje. Diana uznaje więc swą misję za zakończoną, pozostaje jej tylko schronić się w klasztorze. De Bouchage zabiera ją z podjazdem, z którym wysyła go jego brat. W jednym z zajazdów napotykają dwóch tajemniczych podróżnych, de Bouchage rozpoznaje w nich księcia andegaweńskiego i jego sługę Aurilly'ego. Książę obejmuje komendę nad wojskiem. Dowiaduje się też, że pod eskortą de Bouchage'a podróżuje piękna kobieta, wysyła go więc z rozkazem, a sam bezskutecznie próbuje się do niej zakraść. Jej twarz wydaje mu się znajoma i napełnia go melancholią. Wyjeżdża do swego majątku w Château-Thierry, a Aurilly'emu nakazuje sprowadzić tam podróżną podstępem lub siłą. Diana udaje, że wierzy Aurilly'emu, iż działa z polecenia de Bouchage'a. Twarz zakrywa maską, aby jej sługa Andegaweńczyka nie rozpoznał. Po kilku dniach podróży Aurilly'emu udaje się zerwać maskę, rozpoznaje ku swemu przerażeniu hrabinę de Monsoreau i ginie pchnięty sztyletem przez Remigiusza.

#### Wydarzenia paryskie
Chicot zdaje królowi sprawę ze swego poselstwa na południu i utraty przez koronę Cahors. De Bouchage przynosi wieści o klęsce brata królewskiego we Flandrii. Brat Boromeusz przywozi królowi list Gwizjusza zapewniający go o przyjaźni. Posłowi wypada z zanadrza drugi list, który natychmiast chowa, co zauważa tylko Chicot. Podąża więc za Boromeuszem, daje się zaprosić do gospody pana Bonhomet, swego dawnego znajomego, którego obaj biesiadnicy proszą, by im nie przeszkadzał. Boromeusz ma nadzieję upić Chcicota. Gdy uznaje, że jest już dostatecznie pijany próbuje przebić go sztyletem. Wywiązuje się pojedynek, w którym Chicot zabija przeciwnika. Z dyskretnie odpieczętowanego listu do księżnej Montpensier dowiaduje się, że Gwizjusze zamierzają wystąpić przeciw królowi, że dwie tajemnicze osoby zdążają, by zabić księcia andegaweńskiego oraz o zagadkowych planach księżnej względem czterdziestu pięciu. Kiedy próbuje odwiedzić swego sąsiada (Remy'ego), któremu powierzył przed wyjazdem pieczę nad swym domem, dowiaduje się, że dom ma nowego właściciela, Ernautona de Carmainges, niecierpliwie na kogoś czekającego. Wkrótce przybywa do jego domu dama w lektyce. Kiedy po jakimś czasie lektyka zabiera ją do znajdującej się w pobliżu gospody Pod szpadą dumnego rycerza, zjawia się u niej młody jakobin, Jakub Clément, którego Chicot uczył fechtunku. Chicot domyśla się, że damą jest księżna de Montpensier, a poseł przyniósł jej list i wiadomość o śmierci Boromeusza, przypuszcza również, że jej romans z Ernautonem pozostaje w jakimś związku z planem względem czterdziestu pięciu.

#### Śmierć Franciszka andegaweńskiego
De Bouchage po przybyciu do Château-Thierry z wiadomością, że król i królowa-matka przybędą nazajutrz, odkrywa, że na terenie kompleksu pałacowego mieszka Remy. Książę od kilku dni mieszkający samotnie w pawilonie w ogrodzie oczekuje wieczorem wizyty. De Bouchage śledzący Remy'ego i jego tajemniczego towarzysza jest świadkiem wspólnej kolacji Diany i księcia i wpada w rozpacz. Tymczasem Diana częstuje Franciszka zatrutą brzoskwinią, zatruwa różę w splecionym dlań wieńcu, a gdy książę z powodu złego samopoczucia każe się odprowadzić do swego pokoju, zostawia tam zatrutą pochodnię. Zazdrosnemu de Bouchage, wyjawia cel swojej wizyty u księcia. Resztę życia chce spędzić w klasztorze sióstr pokutnic. De Bouchage też postanawia oddalić się od świata. Przybywający następnego dnia król i królowa-matka znajdują księcia dogorywającego. Królowa odgaduje, że syn jej został otruty, ale nikt nie umie nic powiedzieć o sprawcach, których obecność książę trzymał w najgłębszej tajemnicy. Nazajutrz, 10 czerwca, Franciszek umiera. Do Château-Thierry przybywa Henryk Gwizjusz.

## Ramy czasowe powieści
Akcja powieści obejmuje okres od egzekucji Salcède'a, 26 października 1585 do śmierci Franciszka d'Alençon 10 czerwca 1586.
| Wydarzenie                                    | Jego historyczna data |
| --------------------------------------------- | --------------------- |
| Egzekucja Salcède'a                           | 25 października 1582  |
| Próba zdobycia Antwerpii                      | 19 stycznia 1583      |
| Śmierć Franciszka d'Alençon w Château-Thierry | 10 czerwca 1584       |
| Zdobycie Cahors przez Henryka nawarskiego     | maj 1580              |

## Główne wątki powieści
Spośród wielu możliwych wątków historycznych Dumas wybrał trzyː ówczesne wydarzenia w Paryżu związane z wystąpieniami Ligowców przeciw królowi, wzrost potęgi Henryka nawarskiego i klęskę Franciszka d'Alençon we Flandrii. Na początku powieści pisarz złączył te trzy różne wątki za pomocą zacisznej uliczki przy bramie Bussy, gdzie znajdowała się gospoda Pod szpadą dumnego rycerza, w której autor umieścił pierwszą kwaterę czterdziestu pięciu; zamknięty dom, w którym mieszka Diana de Meridor i Remy i gdzie wystaje wieczorami Henryk de Bouchage; a naprzeciw niego mieszka Stateczny kupiec Robert Briquet, który okazuje się być królewskim błaznem Chicotem. Ernauton de Carmainges, jeden z czterdziestu pięciu, staje się romansowym bohaterem wątku paryskiego. Robert Briquet, alias Chicot, łączy Paryż z Bearnem, wysłany jako poseł królewski do Henryka nawarskiego. Henryk de Bouchage i Diana tworzą romansowe połączenie z wydarzeniami we Flandrii.

### Wątki historyczne
- Wątek czterdziestu pięciu – opowiada dzieje grupy Gaskończyków zwerbowanych przez księcia d'Epernon do ochrony króla przed Gwizjuszami i Ligowcami ze stolicy, którzy chcą doprowadzić do nowej nocy świętego Bartłomieja, skierowanej przeciw katolickim zdrajcom. Księżna de Montpensier, siostra Henryka Gwizjusza, organizuje porwanie króla, aby pozbawić go władzy. Czterdziestu pięciu neutralizuje ten spisek.
- Wątek Henryka nawarskiego – który udaje nieszkodliwego sybarytę, zajętego miłostkami, który w rzeczywistości organizuje armię, przy pomocy której zdobywa Cahors.
- Wątek Andegaweńczyka – który jako książę Brabantu, próbuje sobie podporządkować Flandrię, atakuje Antwerpię, zostaje pobity i zamordowany przez pragnącą zemsty Dianę de Meridor.

### Wątki romansowe
- Ernauton de Carmainge jeden z czterdziestu pięciu, obrońca króla, któremu ślubował wierność, zakochuje się w księżnej Montpensier, ignorując fakt, że jest ona nieprzyjaciółką króla.
- Henryk de Bouchage, brat księcia de Joyeuse i kardynała de Joyeuse zakochuje się w tajemniczej damie, która nie chce go widzieć i z nim rozmawiać, a która pragnie zemścić się na księciu andegaweńskim, uważając go za sprawcę śmierci jej ukochanego Bussy’ego d’Amboise.

## Polskie tłumaczenia powieści
Czterdziestu pięciu zostało po raz pierwszy wydane w 1850 roku przez B. Lessmana w tłumaczeniu Seweryna Porajskiego. Po raz kolejny ukazało się w 1887 roku w Bibliotece Romansów i Powieści, nakładem C. Przybylskiego. W 1933 roku powieść została wydana przez Stanisława Cukrowskiego w tłumaczeniu Eugenii Solskiej pod tytułemː 45-ciu. Królewski poseł i 45-ciu. Tragedja rodu Walezjuszów. W 1991 roku ukazała się nakładem Wydawnictwa Oskar w anonimowym tłumaczeniu pod tytułem Królewski poseł. W 2014 roku Wydawnictwo Hachette powróciło do oryginalnego tytułuː Czterdziestu pięciu.